# 1926 في اليابان
فيما يلي قوائم الأحداث التي وقعت خلال عام 1926 في اليابان.

## سياسة

### تعيين في المنصب
- 30 يناير – واكاتسوكي ريجيرو رئيس وزراء اليابان.
- 25 ديسمبر – هيروهيتو إمبراطور اليابان.

### انتهاء فترة المنصب
- 25 ديسمبر – الإمبراطور تايشو إمبراطور اليابان.

## مواليد

### مارس
- 12 مارس – كينجيرو أزوما نحات ياباني-إيطالي.

### أبريل
- 7 أبريل – ميوكو أسو

### مايو
- 17 مايو – ميتشيو كوشي كاتب ياباني.

### أغسطس
- 11 أغسطس – يوشيو أوكادا لاعب كرة قدم ياباني.
- 26 أغسطس – ساشيكو ميغورو ممثلة يابانية.

### سبتمبر
- 15 سبتمبر – إيمامورا شوهيه مخرج أفلام ياباني.
- 19 سبتمبر – ماساتوشي كوشيبا

### أكتوبر
- 14 أكتوبر – نوبتوشي كيهارا مهندس ياباني.

### ديسمبر
- 4 ديسمبر – شيجيو سوجيموتو لاعب كرة قدم ياباني.

## وفيات

### يناير
- 28 يناير – تاكاأكي كاتو (مواليد 1860) سياسي ياباني.
- 28 يناير – ميورا غورو (مواليد 1847) سياسي ياباني.

### مارس
- 9 مارس – ميكاو أوسوي (مواليد 1865) طبيب ياباني.

### ديسمبر
- 25 ديسمبر – الإمبراطور تايشو (مواليد 1879)